# Polymérisation radicalaire
La polymérisation (par voie) radicalaire est un processus de polymérisation en chaîne qui, comme son nom l'indique, fait intervenir comme espèce active des radicaux. Elle fait intervenir des réactions d'amorçage, de propagation, de terminaison et de transfert de chaîne.

## Caractéristiques
Le site actif qui propage est un radical possédant une structure quasi plane au carbone terminal qui porte l'électron non apparié. L'assemblage du maillon suivant peut alors se faire par-dessus ou dessous aléatoirement. En général, le polymère obtenu est donc atactique. Néanmoins, en cas d'encombrement (et en travaillant à basse température), une tendance à la syndiotacticité peut apparaître, par exemple pour le PMMA (Polyméthacrylate de méthyle).

Les radicaux sont très réactifs et il faut éliminer toute trace de dioxygène. Il n'est pas nécessaire de protéger les groupes fonctionnels le plus souvent. De nombreuses réactions parasites sont néanmoins possibles et il est difficile de contrôler une polymérisation radicalaire (masses molaires, indice de polymolécularité, fins de chaîne, etc.). Les réactions de transfert au polymère créent des ramifications (possibilité de synthétiser du PEBD (Polyéthylène basse densité) par cette méthode), tandis que le transfert au monomère ou au solvant diminue le degré moyen de polymérisation. En général on ne peut parvenir à des copolymères à blocs par cette méthode.

## Amorçage
Cette étape est improprement nommée « initiation » (anglicisme). Elle comprend deux réactions successives.
La première est la génération de radicaux dits « primaires » à l'aide d'un amorceur radicalaire (improprement appelé « initiateur »). Plusieurs procédés de production de radicaux primaires sont utilisables. On distingue :
- les amorceurs thermiques, générant les radicaux par décomposition thermique, par exemple l'azobisisobutyronitrile (AIBN) ;
- les amorceurs photochimiques, générant des radicaux sous l'action d'un rayonnement lumineux ou UV, par exemple le benzile ;
- les amorceurs redox, pour lesquels la production de radicaux résulte d'une réaction d'oxydoréduction. Ces derniers sont souvent solubles et utilisés dans l'eau, et aussi dans les procédés de polymérisation en émulsion.

Seule une fraction des radicaux formés amorce effectivement. La production de radicaux doit se faire tout au long de la polymérisation, qui peut durer des heures. On choisit souvent le type d'amorceur selon la température à laquelle on peut travailler et en prenant en compte sa demi-vie.
La deuxième réaction est l'addition du radical primaire sur une première unité monomère pour former le premier « maillon » de la chaîne polymère en croissance. C'est d'une manière générale la première réaction qui constitue l'étape lente et gouverne donc la vitesse globale du processus d'amorçage.
Parmi les substances pouvant jouer le rôle d'amorceurs thermiques, les peroxydes présentent une liaison oxygène-oxygène « faible » qui peut subir une réaction de coupure homolytique intramoléculaire soit sous l'action de températures modérées, de l'ordre de 90 à 150 °C, soit sous l'action d'un rayonnement UV ou bien à la suite d'une réaction d'oxydoréduction. L'ensemble des deux réactions obéit au schéma suivant dans le cas d'un monomère vinylique de type CH2=CHR :
- génération des radicaux primaires : X-CO2-CO2-X → 2X-COO• ;
- décarboxylation : X-CO2• → X• + CO2 ;
- addition sur la première unité monomère : X• + CH2=CHR → X-CH2-CHR•.

Les peroxydes présentent l'inconvénient d'être instables et parfois explosifs. L'AIBN présente l'inconvénient de générer des sous-produits cancérigènes ; c'est un amorceur qui se décompose facilement en diazote (gaz) et en un radical stabilisé par le groupe nitrile :
(CH3)2(CN)C-N=N-C(CN)(CH3)2 → 2(CH3)2(CN)C• + N2.

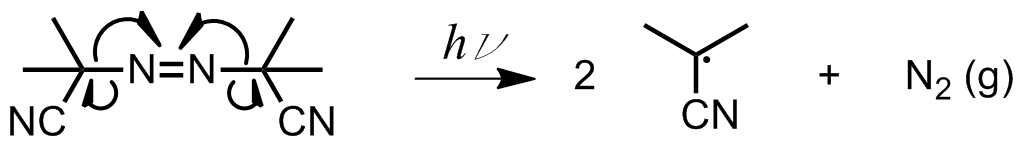
Photolyse de l'azobisisobutyronitrile (AIBN).

## Propagation
La propagation est la principale étape de la polymérisation radicalaire. C'est au cours de cette étape que la chaîne macromoléculaire se forme par additions successives d'unités monomères sur le « macro-radical » en croissance. Le nombre d'occurrences de la réaction de propagation gouverne le degré de polymérisation en nombre de la chaîne formée et donc la masse molaire du polymère formé.
X-(CH2-CHR)n-CH2-CHR* + CH2=CHR → X-(CH2-CHR)m-CH2-CHR*
avec m = n + 1.

## Terminaison
Les réactions de terminaison mettent en jeu deux macro-radicaux en croissance.
Dans le premier cas, la réaction de recombinaison, deux macro-radicaux reforment une liaison covalente :
X-(CH2-CHR)n-CH2-CHR* + *RCH-CH2-(CHR-CH2)m-X → X-(CH2-CHR)p-X
où p = n + m + 2.

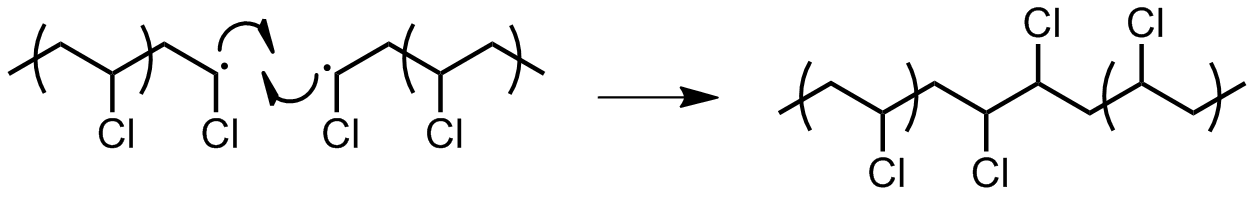
Terminaison par recombinaison du polychlorure de vinyle.

Dans le deuxième cas, la réaction de dismutation, les deux macro-radicaux donnent lieu à une réaction de transfert d'hydrogène, suivie d'une recombinaison. Le résultat global peut s'écrire :
X-(CH2-CHR)n-CH2-CHR* + *RCH-CH2-(CHR-CH2)m-X → X-(CH2-CHR)n-CH2-CH2R + CRH=CH-(CHR-CH2)m-X.

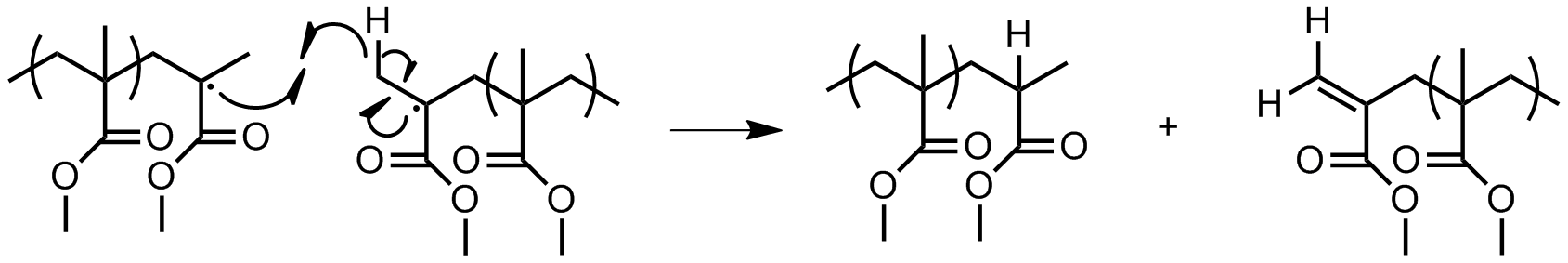
Terminaison par dismutation du polyméthacrylate de méthyle.

La proportion relative de ces deux modes de terminaison dépend essentiellement du type de monomère employé, de l'accessibilité des sites radicalaires c'est-à-dire de l'encombrement stérique des sites actifs.

## Aspect cinétique
| Étape       | Réaction | Vitesse associée |
| ----------- | --- | --- |
| Amorçage    | Étape lente : {\displaystyle A\xrightarrow {k_{d}} 2R^{\bullet }}                                                                        | {\displaystyle v_{d}=2.k_{d}.[A]} |
| Amorçage    | Étape rapide : {\displaystyle R^{\bullet }+M\xrightarrow {k_{a}} RM^{\bullet }}                                                          | {\displaystyle v_{a}=k_{a}[R^{\bullet }][M]} |
| Amorçage    | {\displaystyle (v_{a})_{globale}=fv_{d}=2.f.k_{d}[A]} où f est l'efficacité de l'amorceur                                                | |
| Propagation | {\displaystyle RM_{n}^{\bullet }+M{\xrightarrow {k_{p}}}RM_{n+1}^{\bullet }}                                                             | {\displaystyle v_{p}=-{\frac {\mathrm {d} [M]}{\mathrm {d} t}}=k_{p}{\color {Red}[RM_{n}^{\bullet }]}[M]} |
| Propagation | Temps de demi réaction de la polymérisation : {\displaystyle \textstyle t_{1/2}={\frac {ln(2)}{k_{p}{\color {Red}[RM_{n}^{\bullet }]}}}} | |
| Terminaison | Recombinaison : {\displaystyle RM_{p}^{\bullet }+RM_{n}^{\bullet }\xrightarrow {k_{t}} RM_{n+p}R}                                        | {\displaystyle v_{t}=k_{t}[RM_{n}^{\bullet }]^{2}} et si AEQS : {\displaystyle v_{a}=v_{t}} alors : {\displaystyle \scriptstyle {\color {Red}[RM_{n}^{\bullet }]}=\left({\frac {2fk_{d}[A]}{k_{t}}}\right)^{\frac {1}{2}}} |
| Terminaison | Dismutation : {\displaystyle RM_{p}^{\bullet }+RM_{n}^{\bullet }\xrightarrow {k_{t}} RM_{n}H+RM_{p}=}                                    | {\displaystyle v_{t}=k_{t}[RM_{n}^{\bullet }]^{2}} et si AEQS : {\displaystyle v_{a}=v_{t}} alors : {\displaystyle \scriptstyle {\color {Red}[RM_{n}^{\bullet }]}=\left({\frac {2fk_{d}[A]}{k_{t}}}\right)^{\frac {1}{2}}} |

A est l'amorceur qui se décompose en un composé R, M est le monomère.
En général :
- {\displaystyle k_{t}\mathbb {t} \sim 10^{6}-10^{8}\,\mathrm {L.mol^{-1}.s^{-1}} } ;
- {\displaystyle k_{p}\mathbb {t} \sim 10^{2}-10^{4}\,\mathrm {L.mol^{-1}.s^{-1}} } ;
- {\displaystyle k_{d}\mathbb {t} \sim 10^{-4}-10^{-6}\,\mathrm {s} ^{-1}}.

Ces valeurs dépendent de la température via la loi d'Arrhenius et de la longueur de la chaîne.
On peut également introduire la longueur de chaîne cinétique {\displaystyle \lambda (t)={\frac {v_{p}}{v_{a}}}} (en absence de transfert de chaîne). C'est le nombre moyen d'étapes de propagation par radical formé. On sait également que cette grandeur est liée au degré moyen de polymérisation {\displaystyle DP_{n}} :
- terminaison par dismutation : {\displaystyle DP_{n}=\lambda } ;
- terminaison par recombinaison : {\displaystyle DP_{n}=2\lambda }.

On peut ainsi calculer la concentration en monomère à introduire en fonction du {\displaystyle DP_{n}} (lié à la masse molaire moyenne) voulu.

## Transfert de chaîne
Contrairement aux autres modes de terminaison des macromolécules en croissance, le transfert de chaîne ne détruit qu'un seul radical, et ceci grâce à la création d'un autre radical. Dans de nombreux cas, cependant, le nouveau radical n'est pas capable de se propager davantage, ce qui diminue le degré de polymérisation moyen et alors la masse molaire moyenne. Comme la terminaison par dismutation, tout mécanisme de transfert de chaîne implique l'abstraction d'un atome d'hydrogène. Il y a plusieurs types de mécanisme de transfert de chaîne.
- Transfert au solvant : un atome d'hydrogène est détaché d'une molécule du solvant pour former un radical qui ne propage pas plus loin.

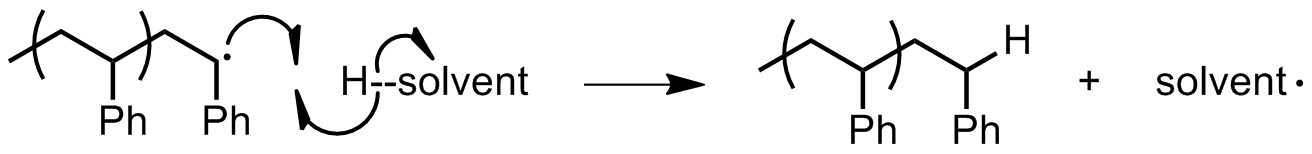
Transfert de chaîne du polystyrène au solvant.

L'efficacité de transfert de chaîne qui implique les molécules de solvant augmente en fonction de la quantité du solvant en présence, de la faiblesse de la liaison qui est brisée à l'étape de transfert, et la stabilité du radical formé à partir du solvant. Les halogènes sont transfert facilement, à l'exception du fluor.
- Transfert au monomère : un atome d'hydrogène est détaché d'un monomère qui devient radical libre. Cependant, la stabilisation de ce radical par la résonance tend à défavoriser sa propagation ultérieure[2].

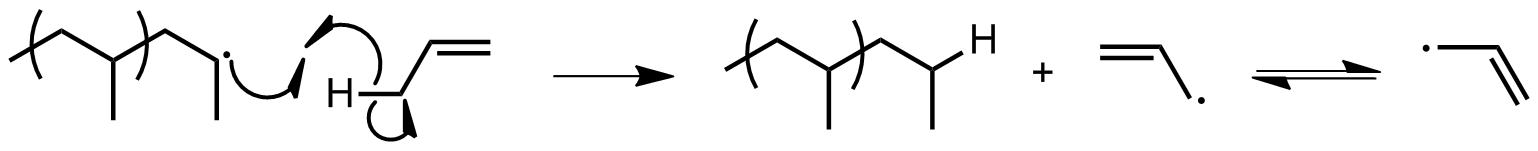
Transfert de chaîne du polypropylène au monomère.

- Transfert à l'amorceur : une chaîne polymérique réagit avec un amorceur, ce qui termine la croissance de la chaîne existante. Mais la réaction crée un nouvel amorceur radicalaire qui peut provoquer le début d'une nouvelle chaîne. Alors contraire aux autres types de transfert de chaîne, le transfert à l'amorceur permet la propagation additionnelle. Les amorceurs peroxyde sont particulièrement susceptibles au transfert de chaîne[2].

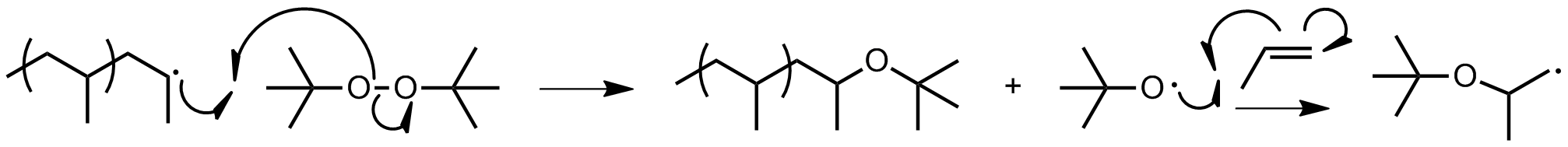
Transfert de chaîne du polypropylène à l'amorceur peroxyde de di-t-butyle.

- Transfert au polymère : le radical d'une chaîne polymérique détache un atome d'hydrogène d'une autre chaîne polymérique. Cette étape termine une chaîne et permet l'autre à former un polymère ramifié, ce qui laisse la masse molaire moyenne inchangée[3].

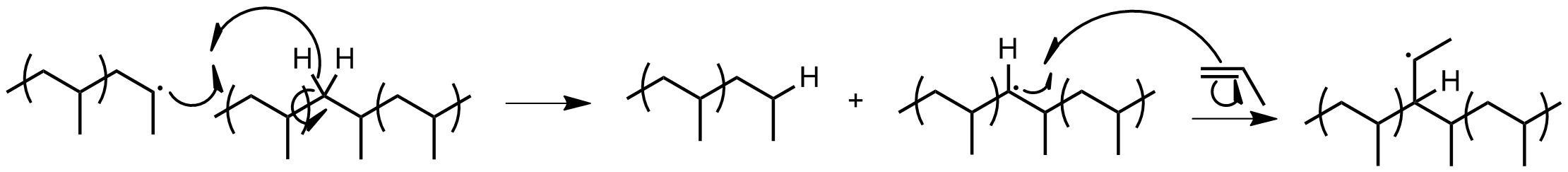
Transfert de chaîne du polypropylène au squelette d'une autre molécule de polypropylène.

- Transfert à un agent de transfert de chaîne ajouté : la masse molaire du polymère final peut être contrôlée par l'ajout d'un agent tel qu'un thiol (ou mercaptan) qui transfère un hydrogène pour terminer la chaîne croissante, et ensuite amorce une nouvelle chaîne

X-(CH2-CHR)n-CH2-CHR• + R'SH → X-(CH2-CHR)n-CH2-CH2R + R'S•
R'S• + CH2=CHX → R'SCH2CHX•
Les thiols sont souvent choisis parce que la liaison S-H est faible et susceptible au transfert de chaîne. Si le transfert est assez efficace, il y a formation de très courtes chaînes dites « télomères » ou « oligomères ».

## Polymérisation radicalaire vivante
Cet article a présenté la polymérisation radicalaire conventionnelle où les sites actifs ne sont pas pérennes. Dans d'autres cas, il est possible de les rendre pérennes, on parle alors de polymérisation radicalaire vivante (en) qui est un type de polymérisation vivante. Exemples :
- modulation de la réactivité des radicaux propagateurs par des contre-radicaux nitroxyde (en) ou NMP de l'anglais nitroxide-mediated (radical) polymerization ;
- polymérisation radicalaire par transfert d'atomes ou ATRP de l'anglais atom-transfer radical polymerization ;
- utilisation d’agents de fragmentation réversible ou RAFT de l'anglais reversible-addition-fragmentation chain-transfer polymerization.